# زویژنیتس (استان اشوی‌داشکسیه)
زویژنیتس (به لهستانی: Zwierzyniec) یک منطقهٔ مسکونی در لهستان است که در گمینا بوسکو-زدروی واقع شده‌است. زویژنیتس ۱۱۵ نفر جمعیت دارد.